# Кубок світу з біатлону 2012—2013 — етап 1
Перший етап Кубка світу з біатлону 2012—13 відбувся в Естерсунді, Швеція, з 24 листопада по 2 грудня 2012 року. У програмі етапу проведення 7 гонок: індивідуальної, спринту та гонки переслідування у чоловіків та жінок, відкрився етап змішаною естафетою.

## Гонки
Розклад гонок наведено нижче.
| Дата         | Час       | Гонка                                  |
| ------------ | --------- | -------------------------------------- |
| 25 листопада | 15:30 CET | Змішана естафета 2х6+2х7,5 км          |
| 28 листопада | 17:30 CET | Чоловіки, індивідуальна гонка на 20 км |
| 29 листопада | 17:30 CET | Жінки, індивідуальна гонка на 15 км    |
| 1 грудня     | 13:30 CET | Чоловіки, спринт 10 км                 |
| 1 грудня     | 16:30 CET | Жінки, спринт 7,5 км                   |
| 2 грудня     | 12:30 CET | Чоловіки, переслідування 12,5 км       |
| 2 грудня     | 14:30 CET | Жінки, переслідування 10 км            |

## Змішана естафета
Перемогу у змішаній естафеті здобула команда Росії з часом 1:12:41,3 при шести додаткових патронах. Норвегія використала десять додаткових патронів, і фінішували на 21,2 секунди пізніше росіян. Збірна Чехії поступилась лідерам 36,4 секунди і використали вісім додаткових патронів, посівши третє місце. Четверте місце зайняла естафетна команда з Німеччини з відставанням в 47,9 секунди. Збірна Франції (+52,7 сек.) - 5 місце і Словенії (+1:32,1) - 6-те.
Збірна України протягом естафети перебувала в числі перших. Але при передачі естафети Андрій Дериземля сплутав коридори для руху на передачу естафети і на фініш, і втратив близько 20-ти секунд. Сергію Семенову не вдалося утриматися в шістці, і збірна України фінішувала десятою.)

### Призери
| Гонка:                                                                                 | Золото:                                                         | Час                                           | Срібло:                                                                       | Час                                                       | Бронза:                                                                  | Час                                                       |
| Естафета 2 x 6 км + 2 x 7,5 км Протокол [Архівовано 4 березня 2016 у Wayback Machine.] | Росія Ольга Зайцева Ольга Вілухіна Олексій Волков Євген Устюгов | 1:12:41.3 (0+0) (0+2) (0+1) (0+1) (0+0) (0+0) | Норвегія Тура Бергер Сіннове Солемдаль Ерленд Б'єнтегард Еміль Хегле Свендсен | 1:13:02.5 (0+0) (0+1) (0+2) (0+1) (0+1) (0+3) (0+0) (0+2) | Чехія Вероніка Віткова Габріела Соукалова Міхал Шлезінгр Ондрей Моравець | 1:13:17.7 (0+2) (0+1) (0+0) (0+2) (0+1) (0+1) (0+0) (0+1) |

## Чоловіки

### Індивідуальна
Переміг француз Мартен Фуркад, який пройшов дистанцію з часом 50:44,7, допустивши один промах в стрільбі стоячи. Друге місце здобув Домінік Ландертінгер (Австрія) з відставанням у 12,3 секунди та одним промахом. Третє місце — Ерік Лессер (Німеччина), який відстріляв без промахів на всіх рубежах і поступився лідерові 21,7 секунди. Четверте місце посів Еміль Хегле Свендсен із двома промахами і відставанням в 37,1 секунди. П'ятим став росіянин Євген Гаранічев, він також не закрив дві мішені (+1:01,3), шостим — австрієць Фрідріх Пінтер, з одним промахом (1:06,1).
Українець Сергій Седнєв з одним промахом здобув 15-те місце, Артем Прима — 22-й при аналогічній точності стрільби.

### Спринт
У гонці переміг канадець Жан-Філіп Легеллек з часом 25:10,4, не припустившись жодного промаху. Алексі Беф (Франція) став другим з однією помилкою та відставанням в 18,1 секунди, австрієць Крістоф Зуманн — третім. Він не закрив одну мішень і поступився лідерові 24,8 секунди. Чисту стрільбу продемонстрував німець Флоріан Граф (29,9 секунди), який став четвертим. П'яте місце зайняв норвежець Генрік л'Абе-Лунд‎ з однією помилкою на стрільбі (32,3). Австрієць Сімон Едер і норвежець Еміль Хегле Свендсен, який допустив три промахи розділили шосту позицію (35.3).
Українські біатлоністи Андрій Дериземля та Сергій Седнєв, які допустили по одному промаху, посіли 15-е і 17-е місця.

### Переслідування
На останньому колі гонки переслідування між Фуркадом і Бірнбахером розгорнулася боротьба за перше місце, в якій переміг всього за декілька метрів до фінішу Мартен Фуркад. Третє місце посів росіянин Антон Шипулін. Четверте місце зайняв німець Арнд Пайффер з одним промахом. Норвежець Еміль Хегле Свендсен з двома промахами став п'ятим, француз Алексі Беф — шостим.
Серед українських біатлоністів найкращим був Андрій Дериземля, що фінішував 38-м.

### Призери
| Гонка:                                                                        | Золото:                    | Час                | Срібло:                      | Час                | Бронза:                | Час                |
| Індивідуальна 20 км Протокол [Архівовано 17 березня 2016 у Wayback Machine.]  | Мартен Фуркад Франція      | 50:44.7 (0+1+0+0)  | Домінік Ландертінгер Австрія | 50:57.0 (0+1+0+0)  | Ерік Лессер Німеччина  | 51:06.4 (0+0+0+0)  |
| Спринт 10 км Протокол [Архівовано 8 липня 2015 у Wayback Machine.]            | Жан-Філіпп Леґеллек Канада | 25:10.4 (0+0)      | Алексі Беф Франція           | 25:28.5 (0+1)      | Крістоф Зуманн Австрія | 25:35.2 (0+1)      |
| Переслідування 12,5 км Протокол [Архівовано 5 грудня 2012 у Wayback Machine.] | Мартен Фуркад Франція      | 33:03.53 (0+0+1+0) | Андреас Бірнбахер Німеччина  | 33:04.28 (0+0+1+0) | Антон Шипулін Росія    | 33:06.81 (0+0+1+0) |

## Жінки

### Призери
| Гонка:                                                                      | Золото:              | Час               | Срібло:                  | Час               | Бронза:                  | Час               |
| Індивідуальна 15 км Протокол [Архівовано 1 грудня 2012 у Wayback Machine.]  | Тура Бергер Норвегія | 44:33.5 (0+0+0+0) | Дарія Домрачова Білорусь | 45:36.7 (1+0+0+1) | Катерина Глазиріна Росія | 46:43.7 (0+0+0+0) |
| Спринт 7,5 км Протокол [Архівовано 5 грудня 2012 у Wayback Machine.]        | Тура Бергер Норвегія | 21:34.0 (0+1)     | Олена Підгрушна Україна  | 21:50.9 (0+1)     | Ольга Вілухіна Росія     | 21:53.4 (0+1)     |
| Переслідування 10 км Протокол [Архівовано 5 грудня 2012 у Wayback Machine.] | Тура Бергер Норвегія | 31:01.9 (0+0+0+1) | Дарія Домрачова Білорусь | 31:31.7 (0+0+1+0) | Андреа Генкель Німеччина | 31:53.4 (0+0+0+0) |

## Досягнення
Найкращий виступ за кар'єру
| - Ерік Лессер (GER), 3 місце в інд. гонці - Красімір Анев (BUL), 8 місце в інд. гонці - Яркко Кауппінен (FIN), 10 місце в інд. гонці - Домінік Віндіш (ITA), 12 місце в інд. гонці - Ларс Хегле Біркеланд (NOR), 21 місце в інд. гонці - Артурс Колесніковс (LAT), 80 місце в інд. гонці - Емір Хркаловіч (SRB), 102 місце в інд. гонці і 96 місце в спринті - Деян Крсмановіч (SRB), 103 місце в інд. гонці і спринті - Жан-Філіпп Леґеллек (CAN), 1 місце в спринті - Флоріан Граф (GER), 4 місце в спринті - Генрік л'Абе-Лунд (NOR), 5 місце в спринті - Крістофер Ерікссон (SWE), 26 місце в спринті - Ахті Тойванен (FIN), 33 місце в спринті - Даніл Степценко (EST), 38 місце в спринті - П'єтро Дутто (ITA), 39 місце в спринті - Томас Хасілла (SVK), 47 місце в спринті - Ветле Шостад Крістіансен‎ (NOR), 23 місце в переслідуванні - Тобіас Арвідсон (SWE), 34 місце в переслідуванні | - Катерина Глазиріна (RUS), 3 місце в інд. гонці - Селіна Гаспарін (SUI), 4 місце в інд. гонці - Габріела Соукалова (CZE), 10 місце в інд. гонці - Марина Коровіна (RUS), 18 місце в інд. гонці і 12 в Спринті - Елін Матссон (SWE), 35 місце в інд. гонці - Мартіна Шрапанова (SVK), 39 місце в інд. гонці - Янь Чжан (CHN), 42 місце в інд. гонці - Алексія Рунггалд'єр (ITA), 51 місце в інд. гонці і 42 в Спринті - Жанна Юскане (LAT), 56 місце в інд. гонці - Жаклін Морао (BRA), 87 місце в інд. гонці - Олена Підгрушна (UKR), 2 місце в спринті - Яна Герекова (SVK), 6 місце в спринті - Юлія Джима (UKR), 13 місце в спринті - Надін Горхлер (GER), 22 місце в спринті - Юкі Накаїма (JPN), 31 місце в спринті - Ніколь Гонтьєр (ITA), 59 місце в спринті and 49 в переслідуванні - Аліна Райкова (KAZ), 66 місце в спринті - Пауліна Фіалкова (SVK), 76 місце в спринті - Стефані Попова (BUL), 91 місце в спринті - Гілде Фенне (NOR), 28 місце в переслідуванні |

Перша гонка в Кубку світу
| - Ерленд Б'єнтегард (NOR), 7 місце в інд. гонці - П'єтро Дутто (ITA), 42 місце в інд. гонці - Сімон Дастьє (FRA), 50 місце в інд. гонці - Томас Крупчик (CZE), 85 місце в інд. гонці - Томас Хасілла (SVK), 88 місце в інд. гонці - Ветле Шостад Крістіансен‎ (NOR), 27 місце в спринті | - Марте Олсбу (NOR), 28 місце в інд. гонці - Терезія Полякова (SVK), 63 місце в інд. гонці - Аліна Райкова (KAZ), 71 місце в інд. гонці - Мікі Кобаясі (JPN), 91 місце в інд. гонці - Стефані Попова (BUL), 100 місце в інд. гонці - Гілде Фенне (NOR), 30 місце в спринті - Аса Ліф (SWE), 88 місце в спринті - Йоханна Таліхарм (EST), 92 місце в спринті |